# Marc Bernal
Marc Bernal Casas (ur. 26 maja 2007 w Berdze) – hiszpański piłkarz, występujący na pozycji pomocnika w hiszpańskim klubie FC Barcelona. Od 2023 roku występuje w reprezentacji Hiszpanii U-17.

## Sukcesy

### FC Barcelona
- Mistrz Hiszpanii: 2024/2025[7]
- Puchar Króla: 2024/2025[3]
- Superpuchar Hiszpanii: 2025[3]